# 루보시 쿠비크
루보스 쿠비크(체코어: Luboš Kubík, 1964년 2월 20일, 체코슬로바키아 비소케미토 ~ )는 체코의 은퇴한 축구 선수이자, 포지션은 중앙 미드필더와 리베로였다.

## 국가대표팀
쿠비크는 지난 1990년 FIFA 월드컵에 체코슬로바키아 대표로 출전해, 코스타리카와의 16강전에서 프리킥으로 득점을 기록하고 8강 진출을 이끌었었다.
그리고 유로 96 대회에서는 프랑스와의 준결승전 승부차기에서 첫번째 키커로 나서 슛을 성공시켰다. 이로써 체코는 결승전까지 진출해 준우승을 차지했다.

## 수상
체코
- UEFA 유로 1996 준우승